# La La 口笛吹いて行こう
『La La 口笛吹いて行こう』（ララ くちぶえふいていこう）は、Bon-Bon Blancoの8枚目のシングル。

## 内容
- シンガーソングライターのアツミサオリが作詞を担当した本作は北海道文化放送「めざまし北海道 おはよう!山田です」テーマ曲。

## 収録曲
1. La La 口笛吹いて行こう
作詞：アツミサオリ　作曲・編曲：大島こうすけ
2. SUNRISE
作詞：佐々木美和　作曲：徳永暁人　編曲：小澤正澄
3. La La 口笛吹いて行こう(inst.)